# Bohême-du-Sud
La Bohême-du-Sud (en tchèque : Jihočeský kraj) est une des 14 régions de la Tchéquie. Sa capitale administrative est la ville de České Budějovice.

## Géographie
La partie méridionale de la Bohême est bordée au nord par les régions de Plzeň, de Bohême Centrale, et de Vysočina, à l'est par une frange de la Moravie du Sud, par l'Allemagne et l'Autriche au sud. České Budějovice en est la ville principale sur le plan administratif. Quelques localités autour de Dačice sont historiquement moraves, tandis que České Velenice se trouvait avant 1920 en Basse-Autriche.

## Subdivisions
La région est composée de sept districts (okres), qui portent le nom de leur chef-lieu :
- district de České Budějovice
- district de Český Krumlov
- district de Jindřichův Hradec
- district de Písek
- district de Prachatice
- district de Strakonice
- district de Tábor

habitants en 2024.

## Principales villes
Population des principales villes de la région au 1er janvier 2024 et évolution depuis le 1er janvier 2023 :
| České Budějovice    | District de České Budějovice  | 97 377 | en augmentation |
| Tábor               | District de Tábor             | 34 370 | en augmentation |
| Písek               | District de Písek             | 30 986 | en augmentation |
| Strakonice          | District de Strakonice        | 22 522 | en diminution   |
| Jindřichův Hradec   | District de Jindřichův Hradec | 20 747 | en diminution   |
| Český Krumlov       | District de Český Krumlov     | 12 944 | en augmentation |
| Prachatice          | District de Prachatice        | 11 250 | en augmentation |
| Třeboň              | District de Jindřichův Hradec | 8 262  | en augmentation |
| Milevsko            | District de Písek             | 8 040  | en diminution   |
| Týn nad Vltavou     | District de České Budějovice  | 7 850  | en stagnation   |
| Kaplice             | District de Český Krumlov     | 7 562  | en augmentation |
| Vodňany             | District de Strakonice        | 7 483  | en augmentation |
| Vimperk             | District de Prachatice        | 7 364  | en augmentation |
| Dačice              | District de Jindřichův Hradec | 7 228  | en augmentation |
| Sezimovo Ústí       | District de Tábor             | 7 109  | en diminution   |
| Soběslav            | District de Tábor             | 7 055  | en augmentation |
| Blatná              | District de Strakonice        | 6 666  | en augmentation |
| Veselí nad Lužnicí  | District de Tábor             | 6 580  | en augmentation |
| Hluboká nad Vltavou | District de České Budějovice  | 5 597  | en augmentation |
| Trhové Sviny        | District de České Budějovice  | 5 284  | en diminution   |

## Honneur
L'astéroïde (21257) Jižní Čechy est nommé en son honneur.